# Grosbous-Wahl
Grosbous-Wahl (luxemburgisch, französisch und auch offiziell Groussbus-Wal) ist eine Gemeinde im Großherzogtum Luxemburg, die zum 1. September 2023 aus der Fusion der Gemeinden Grosbous und Wahl entstanden ist. Sie gehört zum Kanton Redingen und hat ihren Sitz in Grosbous.

## Zusammensetzung der Gemeinde
Die Gemeinde besteht aus diesen Ortschaften:
| - Brattert - Buschrodt - Dellen - Grevels - Grosbous | - Heispelt - Kuborn - Lehrhof - Rindschleiden - Wahl |

## Geschichte
Bei der Fusion der Gemeinden Grosbous und Wahl geht es um die Schaffung von größeren, zukunftsfähigen Gemeinden, die durch die Bündelung von Ressourcen und Stärken besser aufgestellt sein sollen als die bisherigen Kleingemeinden. Der Staat zahlt zudem eine Fusionsprämie. Bei einem Referendum am 27. Juni 2021 befürworteten in Grosbous 70,42 % und in Wahl 62,25 % die Fusion ihrer Gemeinden.